# Psychinae
De Psychinae zijn een onderfamilie van vlinders in de familie van de Zakjesdragers (Psychidae).

## Geslachtgroepen
- Psychini
- Peloponnesiini

## Geslachten die niet in een geslachtengroep zijn geplaatst
- Astala Davis, 1964
- Basicladus Davis, 1964
- Commotrias Meyrick, 1924
- Criocharacta Meyrick, 1939
- Elegistis Meyrick, 1911
- Epaleura Meyrick, 1917
- Eriochrysis Meyrick, 1937
- Eucoloneura Davis, 2002
- Hyaloscotes Butler, 1881
- Ilygenes Meyrick, 1938
- Mallobathra Meyrick, 1888
- Metacharistis Meyrick, 1922
- Metaxypsyche Davis, 1975
- Patromasia Meyrick, 1926
- Prochalia Barnes & McDunnough, 1913
- Psychanisa Walker, 1855
- Sclerophricta Meyrick, 1918
- Sematocera Durrant, 1892
- Themeliotis Meyrick, 1910
- Zamopsyche Dyar, 1923